# Valdek (przystanek kolejowy)
Valdek – przystanek kolejowy w miejscowości Valdek, w kraju usteckim, w Czechach. Znajduje się na wysokości 405 m n.p.m.
Jest zarządzany przez Správę železnic. Na przystanku nie ma możliwości zakupu biletów, a obsługa podróżnych odbywa się w pociągu.

## Linie kolejowe
- Rumburk – Sebnitz